# Freddy Negrete
Freddy Negrete est un artiste tatoueur américain.
Tatoueur respecté mondialement, il est l'un des pionniers qui a popularisé le style black-and-gray aux États-Unis. Ce style de tatouage sans couleur, lié à l'origine aux gangs, lui a été appris lors de ses années de détentions.